# Miss Universo 1990
Miss Universo 1990, la 39.ª edición del concurso de belleza Miss Universo, se celebró en el Teatro Shubert, Los Ángeles, California (Estados Unidos), el 15 de abril.
Representantes provenientes de setenta y un países y territorios compitieron por el título en esta versión del concurso. Al final del evento, Miss Universo 1989, Angela Visser de Holanda, coronó como su sucesora a Mona Grudt de Noruega. Elegida por un jurado, la ganadora, de 19 años, se convirtió en la primera —y hasta ahora única— representante de su país en obtener el título de Miss Universo.
El concurso fue animado por el presentador de televisión estadounidense Dick Clark; como comentaristas, actuaron Leeza Gibbons y Margaret Gardiner, Miss Universo 1978.

## Antecedentes

### Selección de candidatas
Agnieszka Angelo, la primera finalista de Miss Polonia 1989, representaría a su país en Miss Universo; sin embargo, y sin explicar la razón, fue designada Małgorzata Obieżalska, la cuarta finalista de Miss Polonia 1989. Aunque la ganadora de la primera edición del Miss Unión Soviética fue Yulia Sukhanova, por razones no reveladas fue Evia Staļbovska quien representó a dicho país en Miss Universo.
Esta edición marcó el debut de la Unión Soviética y el regreso de Checoslovaquia, que había competido por última vez en 1970. Bélgica, Brasil, Curazao, Haití, Islas Vírgenes de los Estados Unidos, Luxemburgo y Nueva Zelanda se retiraron: Brasil por la cancelación del concurso Miss Brasil y los demás porque sus respectivas organizaciones no pudieron realizar un concurso nacional ni designar a una candidata.

## Resultados

### Clasificación final
La ganadora, las dos finalistas y las semifinalistas fueron las siguientes candidatas:
| Posición           | Concursante |
| ------------------ | --- |
| Miss Universo 1990 | - Noruega - Mona Grudt                                                                                         |
| 1.ª finalista      | - Estados Unidos - Carole Gist                                                                                 |
| 2.ª finalista      | - Colombia - Lizeth Mahecha                                                                                    |
| Top 6              | - México - Marile del Rosario - Chile - Uranía Haltenhoff - Bolivia - Rosario Rico Toro                        |
| Top 10             | - Venezuela - Andreína Goetz - India - Suzanne Sablok - Turquía - Jülide Ateş - Checoslovaquia - Jana Hronkova |

### Premios especiales
Los premios de Traje nacional, Miss Simpatía y Miss Fotogénica fueron otorgados a las siguientes naciones y candidatas:
| Premio          | Concursante                          |
| --------------- | ------------------------------------ |
| Traje nacional  | - Colombia - Lizeth Mahecha          |
| Miss Fotogénica | - Tailandia - Pasaraporn Chaimongkol |
| Miss Simpatía   | - Alemania - Christiane Stocker      |

## El concurso

### Formato
Se implementaron cambios en el formato de la competencia. Se seleccionaron diez semifinalistas mediante competencia preliminar y entrevistas a puerta cerrada. Diez semifinalistas participaron en la competencia de trajes de baño y de noche y, finalmente, se seleccionaron seis finalistas en lugar de cinco. Seis finalistas compitieron en la ronda preliminar de preguntas y respuestas, y tres finalistas compitieron en la pregunta final y la pasada final (final walk).

### Jurado
El panel de jueces estuvo conformado por las siguientes doce personas:
- Jayne Meadows, actriz estadounidense
- Steve Allen, actor, compositor y guionista estadounidense
- Chayanne, cantante y actor puertorriqueño
- Howard Keel, actor y cantante estadounidense
- Martin Ransohoff, productor de cine y televisión estadounidense
- Deborah Nadoolman, diseñadora estadounidense
- Leonora Langley, jefa de redacción de Elle
- James DeNicholas, cantante inglés
- Brooks Firestone, empresario estadounidense
- Susan Forward, psicoterapeuta, psicóloga y periodista estadounidense
- Haing S. Ngor, actor y físico camboyano-estadounidense
- Princesa María de Borbón

## Puntajes oficiales

### Competencia semifinal
Según el orden en el que las diez semifinalistas fueron anunciadas, sus puntajes oficiales fueron los siguientes:[cita requerida]
| País           | Promedio preliminar | Entrevista | Traje de baño | Traje de noche | Promedio semifinal |
| -------------- | ------------------- | ---------- | ------------- | -------------- | ------------------ |
| India          | 8.280 (6)           | 8.200 (9)  | 8.233 (8)     | 8.552 (8)      | 8.328 (8)          |
| Colombia       | 8.313 (5)           | 8.610 (2)  | 8.714 (2)     | 8.840 (2)      | 8.721 (2)          |
| México         | 8.317 (3)           | 8.500 (4)  | 8.450 (4)     | 8.707 (4)      | 8.552 (3)          |
| Turquía        | 8.090 (10)          | 8.079 (10) | 8.139 (9)     | 8.200 (9)      | 8.139 (9)          |
| Chile          | 8.207 (9)           | 8.411 (6)  | 8.410 (6)     | 8.770 (3)      | 8.530 (4)          |
| Bolivia        | 8.257 (7)           | 8.439 (5)  | 8.498 (3)     | 8.600 (6)      | 8.512 (5)          |
| Checoslovaquia | 8.210 (8)           | 8.360 (8)  | 7.785 (10)    | 7.970 (10)     | 8.038 (10)         |
| Venezuela      | 8.420 (2)           | 8.370 (7)  | 8.450 (4)     | 8.590 (7)      | 8.470 (7)          |
| Estados Unidos | 8.317 (3)           | 8.509 (3)  | 8.299 (7)     | 8.630 (5)      | 8.479 (6)          |
| Noruega        | 8.683 (1)           | 8.760 (1)  | 8.922 (1)     | 8.989 (1)      | 8.890 (1)          |

Las seis finalistas (Top 6) fueron anunciadas en el siguiente orden: Colombia, Bolivia, México, Noruega, Chile y Estados Unidos.

Las tres finalistas fueron anunciadas en el siguiente orden: Estados Unidos, Noruega y Colombia.

### Competencia preliminar: Puntajes
| \| País \| Traje de noche \| Traje de baño \| Entrevista \| Total \| \| ---------------------------- \| -------------- \| ------------- \| ---------- \| ----- \| \| Noruega \| 8.25 \| 8.61 \| 9.19 \| 8.683 \| \| Venezuela \| 8.45 \| 8.08 \| 8.73 \| 8.420 \| \| México \| 8.43 \| 8.07 \| 8.45 \| 8.317 \| \| Estados Unidos \| 8.57 \| 7.82 \| 8.56 \| 8.317 \| \| Colombia \| 8.89 \| 8.31 \| 7.74 \| 8.313 \| \| India \| 8.22 \| 8.15 \| 8.47 \| 8.280 \| \| Bolivia \| 8.28 \| 8.04 \| 8.45 \| 8.257 \| \| Checoslovaquia \| 8.44 \| 7.65 \| 8.54 \| 8.210 \| \| Chile \| 8.06 \| 7.83 \| 8.73 \| 8.207 \| \| Turquía \| 8.06 \| 7.82 \| 8.39 \| 8.090 \| \| República de China \| 7.95 \| 7.86 \| 8.50 \| 8.080 \| \| Filipinas \| 8.03 \| 7.99 \| 8.15 \| 8.057 \| \| Gales \| 8.10 \| 7.82 \| 8.14 \| 8.020 \| \| Costa Rica \| 8.06 \| 7.66 \| 8.28 \| 8.000 \| \| Jamaica \| 8.31 \| 7.73 \| 7.95 \| 7.997 \| \| Unión Soviética \| 8.01 \| 7.91 \| 7.92 \| 7.947 \| \| Finlandia \| 7.96 \| 7.76 \| 8.11 \| 7.943 \| \| República Dominicana \| 7.70 \| 8.09 \| 8.03 \| 7.940 \| \| Groenlandia \| 7.70 \| 7.67 \| 8.32 \| 7.897 \| \| Islandia \| 7.71 \| 7.77 \| 8.20 \| 7.893 \| \| Francia \| 8.00 \| 7.53 \| 8.06 \| 7.863 \| \| Ecuador \| 7.94 \| 7.66 \| 7.95 \| 7.850 \| \| Hong Kong \| 7.62 \| 7.60 \| 8.32 \| 7.847 \| \| Tailandia \| 7.89 \| 7.31 \| 8.22 \| 7.807 \| \| Puerto Rico \| 7.79 \| 7.41 \| 8.16 \| 7.787 \| \| Suecia \| 7.79 \| 7.32 \| 8.23 \| 7.780 \| \| Perú \| 7.77 \| 7.63 \| 7.87 \| 7.757 \| \| Israel \| 7.59 \| 7.63 \| 7.97 \| 7.730 \| \| Egipto \| 7.81 \| 7.53 \| 7.84 \| 7.727 \| \| Escocia \| 7.83 \| 7.95 \| 7.30 \| 7.693 \| \| Polonia \| 7.86 \| 7.05 \| 8.03 \| 7.647 \| \| Portugal \| 7.51 \| 7.45 \| 7.97 \| 7.643 \| \| Suiza \| 7.28 \| 7.29 \| 8.34 \| 7.637 \| \| Australia \| 7.18 \| 7.39 \| 8.28 \| 7.617 \| \| Paraguay \| 7.58 \| 7.32 \| 7.88 \| 7.593 \| \| Grecia \| 7.86 \| 7.76 \| 7.16 \| 7.593 \| \| Guam \| 7.33 \| 7.07 \| 8.37 \| 7.590 \| \| Inglaterra \| 7.35 \| 7.60 \| 7.80 \| 7.583 \| \| Canadá \| 7.39 \| 7.30 \| 8.01 \| 7.567 \| \| Irlanda \| 7.27 \| 7.34 \| 8.07 \| 7.560 \| \| Alemania \| 7.73 \| 7.17 \| 7.73 \| 7.543 \| \| Holanda \| 7.27 \| 7.39 \| 7.93 \| 7.530 \| \| España \| 7.45 \| 7.46 \| 7.64 \| 7.517 \| \| Italia \| 7.44 \| 7.35 \| 7.74 \| 7.510 \| \| Belice \| 7.70 \| 7.38 \| 7.44 \| 7.507 \| \| Corea del Sur \| 7.50 \| 7.13 \| 7.79 \| 7.473 \| \| Uruguay \| 7.23 \| 6.92 \| 8.27 \| 7.473 \| \| Trinidad y Tobago \| 7.21 \| 7.12 \| 8.06 \| 7.463 \| \| Malasia \| 7.30 \| 7.17 \| 7.88 \| 7.450 \| \| Japón \| 7.52 \| 7.04 \| 7.75 \| 7.437 \| \| San Vicente y las Granadinas \| 7.14 \| 7.12 \| 7.98 \| 7.413 \| \| Bahamas \| 7.13 \| 7.06 \| 8.02 \| 7.403 \| \| Surinam \| 7.36 \| 7.18 \| 7.58 \| 7.373 \| \| Sri Lanka \| 7.07 \| 7.17 \| 7.85 \| 7.363 \| \| Singapur \| 6.97 \| 7.24 \| 7.72 \| 7.310 \| \| Dinamarca \| 7.20 \| 7.08 \| 7.63 \| 7.303 \| \| Turcas y Caicos \| 7.08 \| 6.75 \| 7.99 \| 7.273 \| \| Austria \| 7.09 \| 7.18 \| 7.46 \| 7.243 \| \| Argentina \| 7.23 \| 7.43 \| 6.99 \| 7.217 \| \| Nigeria \| 6.85 \| 6.91 \| 7.75 \| 7.170 \| \| Gibraltar \| 7.11 \| 7.16 \| 7.15 \| 7.140 \| \| Malta \| 6.90 \| 6.93 \| 7.58 \| 7.137 \| \| Guatemala \| 6.80 \| 7.07 \| 7.44 \| 7.103 \| \| Aruba \| 7.14 \| 6.94 \| 7.22 \| 7.100 \| \| El Salvador \| 6.74 \| 6.73 \| 7.81 \| 7.093 \| \| Islas Caimán \| 7.22 \| 6.66 \| 7.39 \| 7.090 \| \| Honduras \| 6.61 \| 6.92 \| 7.57 \| 7.033 \| \| Bermuda \| 7.15 \| 6.92 \| 6.91 \| 6.993 \| \| Marianas del Norte \| 6.60 \| 6.82 \| 7.50 \| 6.973 \| \| Mauricio \| 6.59 \| 6.61 \| 7.62 \| 6.940 \| \| Islas Vírgenes Británicas \| 6.63 \| 6.43 \| 7.14 \| 6.733 \| | Miss Universo 1990 1.ª finalista 2.ª finalista Finalista (Top 6) Semifinalista |               |            |       |
| País | Traje de noche                                                                 | Traje de baño | Entrevista | Total |
| Noruega | 8.25                                                                           | 8.61          | 9.19       | 8.683 |
| Venezuela | 8.45                                                                           | 8.08          | 8.73       | 8.420 |
| México | 8.43                                                                           | 8.07          | 8.45       | 8.317 |
| Estados Unidos | 8.57                                                                           | 7.82          | 8.56       | 8.317 |
| Colombia | 8.89                                                                           | 8.31          | 7.74       | 8.313 |
| India | 8.22                                                                           | 8.15          | 8.47       | 8.280 |
| Bolivia | 8.28                                                                           | 8.04          | 8.45       | 8.257 |
| Checoslovaquia | 8.44                                                                           | 7.65          | 8.54       | 8.210 |
| Chile | 8.06                                                                           | 7.83          | 8.73       | 8.207 |
| Turquía | 8.06                                                                           | 7.82          | 8.39       | 8.090 |
| República de China | 7.95                                                                           | 7.86          | 8.50       | 8.080 |
| Filipinas | 8.03                                                                           | 7.99          | 8.15       | 8.057 |
| Gales | 8.10                                                                           | 7.82          | 8.14       | 8.020 |
| Costa Rica | 8.06                                                                           | 7.66          | 8.28       | 8.000 |
| Jamaica | 8.31                                                                           | 7.73          | 7.95       | 7.997 |
| Unión Soviética | 8.01                                                                           | 7.91          | 7.92       | 7.947 |
| Finlandia | 7.96                                                                           | 7.76          | 8.11       | 7.943 |
| República Dominicana | 7.70                                                                           | 8.09          | 8.03       | 7.940 |
| Groenlandia | 7.70                                                                           | 7.67          | 8.32       | 7.897 |
| Islandia | 7.71                                                                           | 7.77          | 8.20       | 7.893 |
| Francia | 8.00                                                                           | 7.53          | 8.06       | 7.863 |
| Ecuador | 7.94                                                                           | 7.66          | 7.95       | 7.850 |
| Hong Kong | 7.62                                                                           | 7.60          | 8.32       | 7.847 |
| Tailandia | 7.89                                                                           | 7.31          | 8.22       | 7.807 |
| Puerto Rico | 7.79                                                                           | 7.41          | 8.16       | 7.787 |
| Suecia | 7.79                                                                           | 7.32          | 8.23       | 7.780 |
| Perú | 7.77                                                                           | 7.63          | 7.87       | 7.757 |
| Israel | 7.59                                                                           | 7.63          | 7.97       | 7.730 |
| Egipto | 7.81                                                                           | 7.53          | 7.84       | 7.727 |
| Escocia | 7.83                                                                           | 7.95          | 7.30       | 7.693 |
| Polonia | 7.86                                                                           | 7.05          | 8.03       | 7.647 |
| Portugal | 7.51                                                                           | 7.45          | 7.97       | 7.643 |
| Suiza | 7.28                                                                           | 7.29          | 8.34       | 7.637 |
| Australia | 7.18                                                                           | 7.39          | 8.28       | 7.617 |
| Paraguay | 7.58                                                                           | 7.32          | 7.88       | 7.593 |
| Grecia | 7.86                                                                           | 7.76          | 7.16       | 7.593 |
| Guam | 7.33                                                                           | 7.07          | 8.37       | 7.590 |
| Inglaterra | 7.35                                                                           | 7.60          | 7.80       | 7.583 |
| Canadá | 7.39                                                                           | 7.30          | 8.01       | 7.567 |
| Irlanda | 7.27                                                                           | 7.34          | 8.07       | 7.560 |
| Alemania | 7.73                                                                           | 7.17          | 7.73       | 7.543 |
| Holanda | 7.27                                                                           | 7.39          | 7.93       | 7.530 |
| España | 7.45                                                                           | 7.46          | 7.64       | 7.517 |
| Italia | 7.44                                                                           | 7.35          | 7.74       | 7.510 |
| Belice | 7.70                                                                           | 7.38          | 7.44       | 7.507 |
| Corea del Sur | 7.50                                                                           | 7.13          | 7.79       | 7.473 |
| Uruguay | 7.23                                                                           | 6.92          | 8.27       | 7.473 |
| Trinidad y Tobago | 7.21                                                                           | 7.12          | 8.06       | 7.463 |
| Malasia | 7.30                                                                           | 7.17          | 7.88       | 7.450 |
| Japón | 7.52                                                                           | 7.04          | 7.75       | 7.437 |
| San Vicente y las Granadinas | 7.14                                                                           | 7.12          | 7.98       | 7.413 |
| Bahamas | 7.13                                                                           | 7.06          | 8.02       | 7.403 |
| Surinam | 7.36                                                                           | 7.18          | 7.58       | 7.373 |
| Sri Lanka | 7.07                                                                           | 7.17          | 7.85       | 7.363 |
| Singapur | 6.97                                                                           | 7.24          | 7.72       | 7.310 |
| Dinamarca | 7.20                                                                           | 7.08          | 7.63       | 7.303 |
| Turcas y Caicos | 7.08                                                                           | 6.75          | 7.99       | 7.273 |
| Austria | 7.09                                                                           | 7.18          | 7.46       | 7.243 |
| Argentina | 7.23                                                                           | 7.43          | 6.99       | 7.217 |
| Nigeria | 6.85                                                                           | 6.91          | 7.75       | 7.170 |
| Gibraltar | 7.11                                                                           | 7.16          | 7.15       | 7.140 |
| Malta | 6.90                                                                           | 6.93          | 7.58       | 7.137 |
| Guatemala | 6.80                                                                           | 7.07          | 7.44       | 7.103 |
| Aruba | 7.14                                                                           | 6.94          | 7.22       | 7.100 |
| El Salvador | 6.74                                                                           | 6.73          | 7.81       | 7.093 |
| Islas Caimán | 7.22                                                                           | 6.66          | 7.39       | 7.090 |
| Honduras | 6.61                                                                           | 6.92          | 7.57       | 7.033 |
| Bermuda | 7.15                                                                           | 6.92          | 6.91       | 6.993 |
| Marianas del Norte | 6.60                                                                           | 6.82          | 7.50       | 6.973 |
| Mauricio | 6.59                                                                           | 6.61          | 7.62       | 6.940 |
| Islas Vírgenes Británicas | 6.63                                                                           | 6.43          | 7.14       | 6.733 |

* Nota: Las calificaciones mostradas durante el Desfile de las Naciones fueron mal categorizadas, lo que se evidenció y corrigió más tarde en el programa de televisión, creando confusión. Las puntuaciones preliminares en Traje de baño fueron mal etiquetadas como puntajes de entrevista. Del mismo modo, las puntuaciones de la entrevista preliminar fueron mal categorizados como resultados en traje noche, y de igual forma con los puntajes en Traje de Noche, que se etiquetaron como los de Traje de baño.[cita requerida]

## Candidatas
71 candidatas compitieron por el título.
| País/Territorio              | Candidata               | Edad | Procedencia         |
| ---------------------------- | ----------------------- | ---- | ------------------- |
| Alemania                     | Christiane Stocker      | 23   | Darmstadt           |
| Argentina                    | Paola de la Torre       | 18   | Buenos Aires        |
| Aruba                        | Gwendolyne Kwidama      | 20   | Saint Nicolaas      |
| Australia                    | Charmaine Ware          | 19   | Sídney              |
| Austria                      | Sandra Luttenberger     | –    | Viena               |
| Bahamas                      | Lisa Sawyer             | 22   | Nasáu               |
| Belice                       | Ysela Zabaneh           | 20   | Independence        |
| Bermudas                     | Janet Tucker            | –    | Hamilton            |
| Bolivia                      | Rosario Rico Toro       | 17   | Cochabamba          |
| Canadá                       | Robin Lee Ouzunoff      | –    | Niagara Falls       |
| Checoslovaquia               | Jana Hronková           | 23   | Horšovský Týn       |
| Chile                        | Uranía Haltenhoff       | 22   | Santiago            |
| Colombia                     | Lizeth Mahecha          | 18   | Barranquilla        |
| Corea del Sur                | Oh Hyun-kyung           | 20   | Seúl                |
| Costa Rica                   | Julieta Posla           | 24   | San José            |
| Dinamarca                    | Maj-Britt Jensen        | –    | Copenhague          |
| Ecuador                      | Jessica Núñez           | 19   | Guayaquil           |
| Egipto                       | Dalia El Behery         | 20   | El Cairo            |
| El Salvador                  | Gracia María Guerra     | 20   | Cojutepeque         |
| Escocia                      | Karina Ferguson         | 18   | Glasgow             |
| España                       | Raquel Revuelta         | 22   | Sevilla             |
| Estados Unidos               | Carole Gist             | 20   | Detroit             |
| Filipinas                    | Germelina Padilla       | 21   | Manila              |
| Finlandia                    | Tiina Vierto            | 20   | Pirkkala            |
| Francia                      | Gaëlle Voiry            | 21   | Burdeos             |
| Gales                        | Jane Lloyd              | 20   | Pontypool           |
| Gibraltar                    | Audrey Gingell          | 20   | Gibraltar           |
| Grecia                       | Jeni Balatsinou         | 19   | Atenas              |
| Groenlandia                  | Nukaka Motzfeldt        | 19   | Uummannaq           |
| Guam                         | Marcia Damian           | 18   | Agaña               |
| Guatemala                    | Marianela Abate         | –    | Ciudad de Guatemala |
| Holanda                      | Stephanie Halenbeek     | 17   | Uden                |
| Honduras                     | Vivian Moreno           | –    | Cofradía            |
| Hong Kong                    | Monica Chan             | 23   | Hong Kong           |
| India                        | Suzanne Sablok          | 23   | Maharashtra         |
| Inglaterra                   | Carla Barrow            | 20   | Londres             |
| Irlanda                      | Barbara Ann Curran      | 23   | Dublín              |
| Islandia                     | Hildur Dungal           | 18   | Reikiavik           |
| Islas Caimán                 | Tricia Whittaker        | –    | George Town         |
| Islas Marianas del Norte     | Edwina Menzies          | 19   | Saipán              |
| Islas Turcas y Caicos        | Karen Been              | –    | Gran Turca          |
| Islas Vírgenes Británicas    | Jestina Hodge           | –    | Road Town           |
| Israel                       | Yvonna Krugliak         | 19   | Tel Aviv            |
| Italia                       | Annamaria Malipiero     | 18   | Véneto              |
| Jamaica                      | Michelle Hall           | 21   | Kingston            |
| Japón                        | Hiroko Miyoshi          | 23   | Matsuyama           |
| Malasia                      | Anna Lin Lim            | 21   | Ipoh                |
| Malta                        | Charmaine Farrugia      | –    | Msida               |
| Mauricio                     | Anita Ramgutty          | –    | Port Louis          |
| México                       | Marilé del Rosario      | 21   | Tlaxcala            |
| Nigeria                      | Sabina Umeh             | 21   | Lagos               |
| Noruega                      | Mona Grudt              | 19   | Hell                |
| Paraguay                     | Mónica Plate            | –    | Asunción            |
| Perú                         | Marisol Martínez        | –    | Lima                |
| Polonia                      | Małgorzata Obieżalska   | –    | Lodz                |
| Portugal                     | Angélica Rosado         | 19   | Lisboa              |
| Puerto Rico                  | María Luisa Fortuño     | 21   | Guaynabo            |
| República de China           | Tzui-Pin Wen            | 18   | Taipéi              |
| República Dominicana         | Rosario Rodríguez       | 19   | Santo Domingo       |
| San Vicente y las Granadinas | Glenor Browne           | –    | Kingstown           |
| Singapur                     | Ong Lay Ling            | 20   | Singapur            |
| Sri Lanka                    | Roshani Aluwinare       | –    | Colombo             |
| Suecia                       | Linda Isaksson          | 18   | Vilhelmina          |
| Suiza                        | Catherine Mesot         | 24   | Bulle               |
| Surinam                      | Saskia Sibilo           | 19   | Paramaribo          |
| Tailandia                    | Passaraporn Chaimongkol | 19   | Bangkok             |
| Trinidad y Tobago            | Maryse de Gourville     | –    | Puerto España       |
| Turquía                      | Jülide Ateş             | 19   | Estambul            |
| Unión Soviética              | Evia Staļbovska         | 18   | Riga                |
| Uruguay                      | Ondina Pérez            | –    | Montevideo          |
| Venezuela                    | Andreína Goetz          | 20   | Gran Sabana         |